# 上田蚕糸専門学校 (旧制)
| 上田蚕糸専門学校 | 上田蚕糸専門学校            |
| ---------------- | --------------------------- |
| 創立             | 1910年                      |
| 所在地           | 長野県上田町 （現・上田市） |
| 初代校長         | 針塚長太郎                  |
| 廃止             | 1951年                      |
| 後身校           | 信州大学繊維学部            |
| 同窓会           | 千曲会                      |

上田蚕糸専門学校 （うえださんしせんもんがっこう） は、1910年 （明治43年）に設立された旧制専門学校。

## 概要

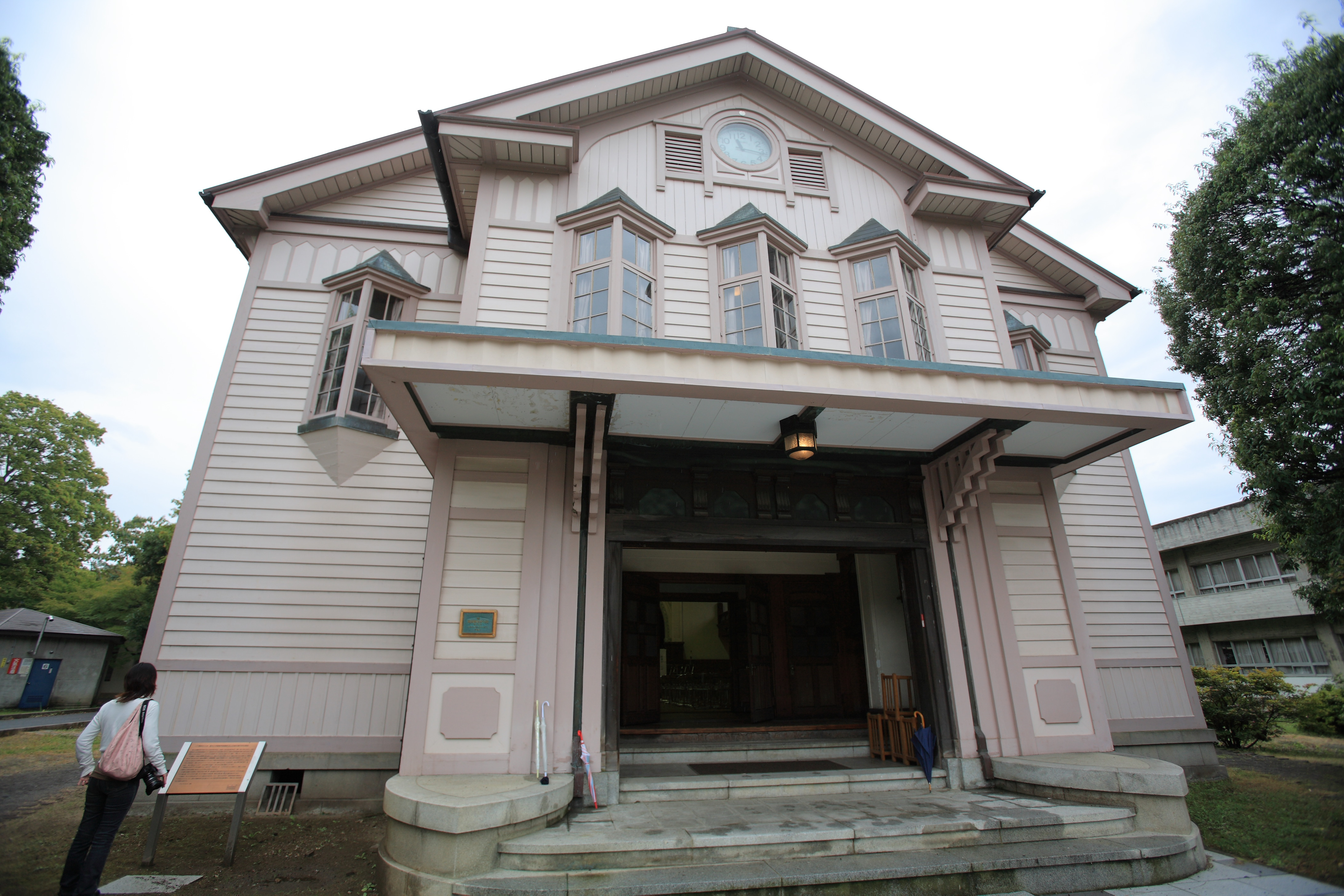
上田蚕糸専門学校講堂 (現 信州大学繊維学部講堂) 登録有形文化財

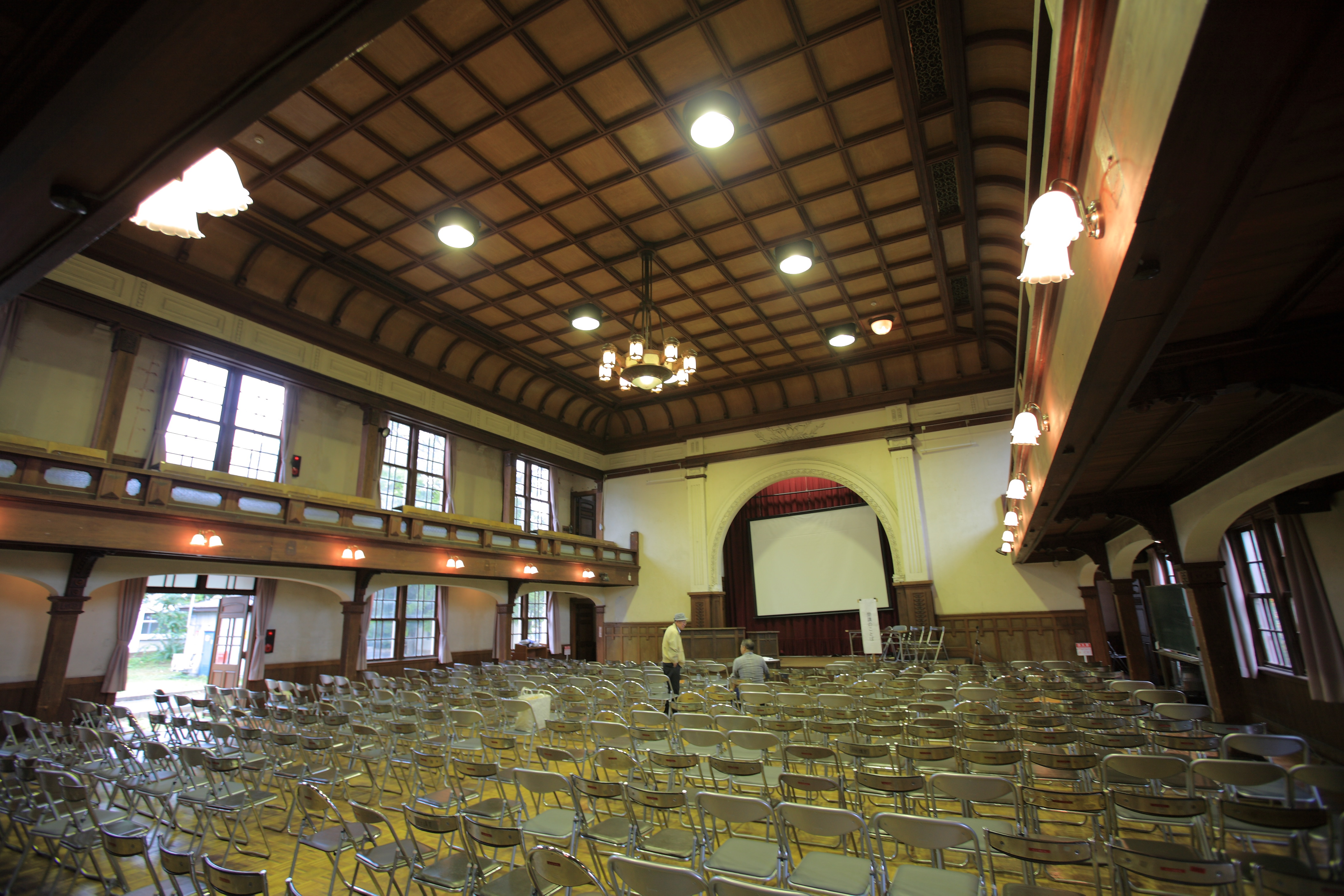
上田蚕糸専門学校講堂 (現 信州大学繊維学部講堂) 内部

- 明治時代末期に養蚕業・製糸業の近代化のために設置された日本最初の蚕糸専門学校 （広義の高等農林学校・高等工業学校）。
- 創立時は本科 （修業年限3年） に養蚕科・製糸科の 2科を設置した （後に絹糸紡績科［絹紡織科］・繊維化学科・繊維農業科を増設）。
- 第二次世界大戦中に上田繊維専門学校 （上田繊専） と改称された。
- 学制改革で新制信州大学繊維学部の母体となった。
- 同窓会は 「社団法人 千曲会」 （しゃだんほうじん ちくまかい） と称し、旧制・新制合同の会となっている。

## 沿革

### 前史
- 1906年12月： 長野県会、高等工業学校設置に関する意見書を可決、政府に上申。
- 1907年： 第24回帝国議会、蚕糸業に関する専門学校を長野県に設置する建議を可決。
  - 上田町、松本市、長野市、諏訪地域が設置候補地に名乗り出、争奪戦となる。
- 1907年12月： 長野県会、蚕糸専門学校建設費 約30万円の寄附を可決。
- 1908年5月： 文部省視察により、設置地を上田町常入籍踏入裏字堀の内 （現・上田市常田） に決定。
- 1908年12月： 蚕糸専門学校創立委員会を設置。
- 1909年9月： 校舎起工式。

### 上田蚕糸専門学校時代
- 1910年3月26日： 勅令第66号文部省直轄諸学校官制改正により上田蚕糸専門学校設置。
- 1910年12月： 学則公布。
  - 本科 （修業年限3年） に養蚕科・製糸科を設置。
- 1911年4月： 17日、始業式。18日、第1回入学宣誓式。
  - 19日から10日間、農場 （桑園） 開墾作業。
- 1911年6月： 校歌制定 『御国の為にますらをが』 （上田萬年 作詞、東京音楽学校 作曲）。
- 1913年10月15日： 開校式挙行[1]。
- 1914年2月： 火災で養蚕教室焼失。
- 1914年3月： 第1回卒業。
- 1915年1月： 寄宿舎竣工 （1920年、「修己寮」 と命名）。同窓会発足。
  - 原則として全寮制となった。
- 1918年2月： 校長排斥・学校民主化を求める同盟休校。
  - 養蚕科教授の転任問題が発端。教授・同窓生の説得で沈静化。
- 1919年5月： 本科に絹糸紡績科を増設 （製糸科から独立）。
- 1919年7月：皇太子（後の昭和天皇）が学校を訪問。ヒマラヤスギを植樹。
- 1931年5月： 製糸教婦養成科を設置 （2年制、高等女学校卒業者対象）。
- 1932年8月： 菅平高原に庇宇亭 （ヒュッテ） 建設。
- 1934年4月： 絹糸紡績科を絹紡織科と改称。
- 1935年10月： 同窓会 「千曲会館」 竣工。
- 1937年12月： 校友会歌制定 『大いなるかな浅間山』 （加子三郎 作詞、橋本國彦 作曲）。
- 1940年： 本科に繊維化学科を増設。
- 1940年8月： 同窓会 「千曲会」 が社団法人化。
- 1941年12月： 戦時措置による最初の繰上卒業。
- 1942年12月： 製糸教婦養成科を製糸教婦科と改称。

### 上田繊維専門学校時代
- 1944年4月： 上田繊維専門学校と改称。
  - 設置学科を改組。養蚕科 + 製糸科 → 蚕糸科、絹紡織科 → 紡織科、繊維化学科 （そのまま）、繊維農業科 （新設）。
- 1945年6月： 米沢工専旧紡織科の機器を搬入。
- 1945年12月： 専修科を設置 （蚕糸科・紡織科、1947年2月廃止）。
- 1946年4月： 蚕糸科を分科、養蚕科・製糸科が復活。
- 1947年2月： 大学昇格期成同盟会発足。
  - 単独での大学昇格を目指した。
- 1947年6月： 大学昇格運動で三繊専 （東京、京都、上田） が協同。
- 1947年10月12日：昭和天皇の戦後巡幸があり、学校を視察（1919年に続き2回目）[2]。
- 1948年4月： 長野県高専校長会議で、信州大学・上田繊維大学並立案。
- 1949年5月： 衆議院文教委員会で単独昇格否決。
- 1949年5月31日： 新制信州大学発足。
  - 旧制上田繊専は信州大学繊維学部 （養蚕学科・製糸学科・紡織学科・繊維化学科） の母体として包括された。
- 1949年10月： 繊維学部本館竣工。
  - 旧繊専本館は1962年1月に焼失。
- 1951年3月： 旧制上田繊維専門学校、廃止。

## 歴代校長
- 初代： 針塚長太郎 （1910年8月 - 1938年3月）
- 第2代： 井上柳梧 （1938年3月 - 1945年12月）
- 第3代： 伊藤武男 （1945年11月24日[3] - 1951年3月31日）

## 著名な出身者
- 八木誠政（日本昆虫学会会長、信州大学名誉教授）
- 天野末治（弁護士、社会運動家）
- 金井寛人（実業家、帝国ホテル社長）
- 桑田昭三（教育評論家）
- 小湊潔（化学者、理研化学工業社長）
- 嶋崎昭典（信州大学名誉教授、岡谷蚕糸博物館前名誉館長）
- 永野裕貞（上田市長）
- 間宮成吉（衆議院議員、岐阜県田原村長）
- 土屋久弥（日本コンサルタントグループ　役員）

## 校地
創立から廃止まで、長野県小県郡上田町常入 （現・上田市常田3丁目） の校地を使用した。同校地は後身の信州大学繊維学部に引き継がれた （現・常田キャンパス）。旧上田繊維専門学校の講堂は登録有形文化財として保存され、信州大学繊維学部の卒業式、修了式のほか各種催しの会場として今でも使用される。NHKスペシャルドラマ『坂の上の雲』では陸軍大学校の講義室として使われた。

## 関連書籍
- 作道好男・江藤武人（編）　『大いなるかな浅間山 : 信州大学繊維学部60年史』　財界評論新社、1971年。